# 633 هـ
633 هـ هي سنة في التقويم الهجري امتدت مقابلةً في التقويم الميلادي بين سنتي 1235 و1236.

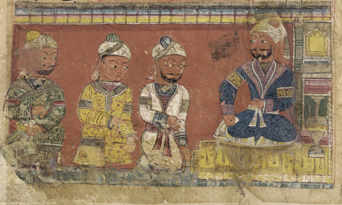
نظام الدين أولياء

## مواليد
- شهاب الدين العزازي
- نظام الدين أولياء

## وفيات
- يغمراسن بن زيان

- ابن دحية الكلبي